# Borowianka
Borowianka (prononciation : [bɔrɔˈvjanka]) est une localité polonaise de la gmina de Kłobuck, située dans le powiat de Kłobuck en voïvodie de Silésie.